# Scozia nella guerra dei trent'anni

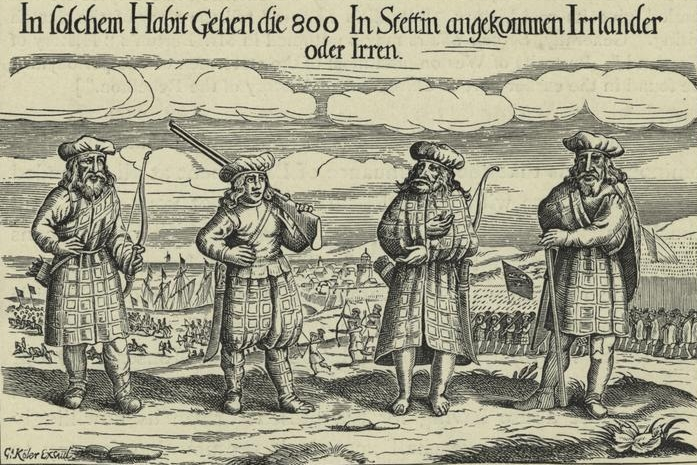
Soldati scozzesi al servizio di Gustavo II Adolfo di Svezia; incisione tedesca del 1631

La Scozia nella guerra dei trent'anni fu il coinvolgimento del regno di Scozia nella guerra dei trent'anni dal 1618 al 1648. La Scozia e gli scozzesi vennero coinvolti sia a livello diplomatico che militare negli eventi bellici di quegli anni.
Numerose furono le necessità per gli scozzesi nel prendere parte al conflitto, non ultimo il destino della principessa scozzese Elisabetta di Boemia (figlia di re Giacomo VI di Scozia). Più di 50.000 scozzesi giunsero sul continente col permesso del loro sovrano, spesso per periodi limitati e come alleati nella campagna contro gli Asburgo. Gran parte di loro prestò servizio inizialmente nelle brigate scozzesi organizzate dalla Repubblica delle Province Unite e poi in quelle della Svezia. Successivamente, altri gruppi vennero creati in Danimarca-Norvegia ed in Francia per facilitare la partecipazione degli scozzesi al conflitto. Alcuni combatterono per avere una migliore prospettiva di vita, altri per , altri per motivi confessionali e religiosi. Ben pochi erano i mercenari, sebbene la partecipazione degli scozzesi rimase perlopiù limitata durante tutto il corso della guerra. La Scozia dichiarò formalmente guerra a Spagna (1625–1630) e Francia (1627–1629) direttamente, ma perlopiù gli scozzesi si dedicarono a svolgere un servizio indiretto presso altre potenze.
Alcuni scozzesi erano già piazzati discretamente presso le corti europee dove godevano di una certa fiducia ed influenza. Tra questi si ricordano il generale sir James Spens di Wormiston, il tenente generale Patrick Ruthven, il tenente generale James King ed il feldmaresciallo Alexander Leslie, tutti al servizio della Svezia. Questi uomini vennero raggiunti in Germania da truppe ausiliarie scozzesi e inglesi al comando di James, III marchese Hamilton (1631–1632).
In Francia gli ufficiali di maggior spicco furono il maresciallo di Francia John Hepburn (1634–1636), già colonnello dell'esercito svedese, e sir Robert Moray (1640s). In Danimarca, Robert Maxwell, conte di Nithsdale, guidò un contingente che includeva tra gli altri Donald Mackay, lord Reay ed il colonnello Robert Monro oltre a Alexander Lindsay, II lord Spynie (1627–1629).
La Brigata Scozzese che esisteva dal 1572, venne messa a disposizione dei soldati scozzesi in servizio nel continente ma queste truppe, prima ancora che fedeli allo stato che le ospitava, erano fedeli alla casata degli Stuart.
E' importante ricordare ad ogni modo che non tutti gli scozzesi combatterono o credettero fermamente alla causa di Elisabetta di Boemia o dell'alleanza dei protestanti a nord. Molti combatterono anche per gli Asburgo (in Spagna o in Austria); alcuni vennero costretti dalle circostanze, altri furono semplicemente opportunisti come nel caso dell'assassino di Albrecht von Wallenstein, il conte Walter Leslie.

## Scozzesi nella guerra dei trent'anni

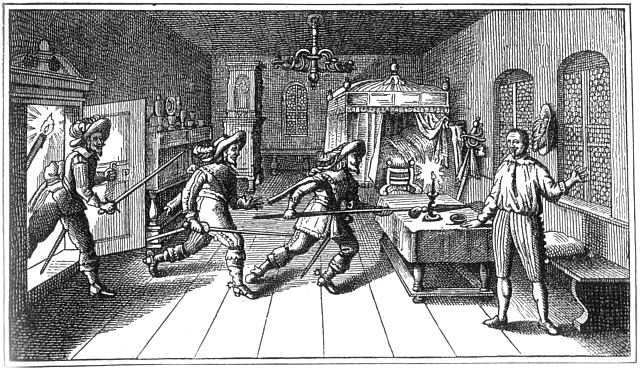
L'assassinio di Albrecht von Wallenstein venne perpetrato da ufficiali scozzesi e irlandesi guidati dal colonnello Walter Leslie

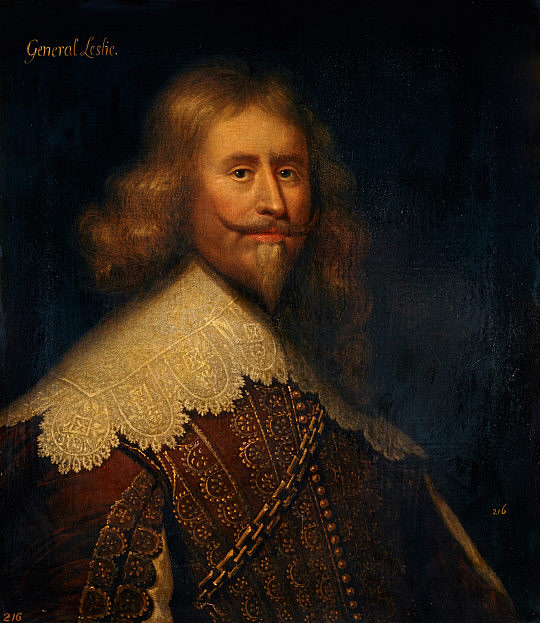
Il generale Leslie

Molti furono gli scozzesi che presero parte alla guerra dei trent'anni o vi ebbero un notevole interesse; tra questi si ricordano:
Monarchi e reali
- Giacomo VI di Scozia – re di Scozia (1567–1625), Inghilterra e Irlanda (1603–1625)
- Elisabetta di Boemia – figlia di Giacomo VI. La principessa scozzese divenne regina di Boemia dopo che suo marito, Federico V del Palatinato ebbe accettato la Corona di Boemia
- Carlo I - figlio di Giacomo VI, fu re di Scozia, Inghilterra ed Irlanda (1625–1649)

Feldmarescialli e generali
- Archibald Douglas, tenente generale d'artiglieria nell'armata di Hamilton in Germania
- Robert Douglas, conte di Skenninge, elevato al rango di feldmaresciallo dell'esercito svedese (1655), Douglas era già tenente generale alla fine della guerra nel 1648. Comandò l'ala sinistra dell'armata di Torstensson alla Jankowitz
- David Drummond, maggiore generale dell'esercito svedese
- Alexander 'Arvid' Forbes, noto anche col nome di Finn Forbes, fu maggiore generale dell'esercito svedese
- Alexander Hamilton, noto come 'Dear Sandy', generale d'artiglieria dell'esercito svedese
- James Hamilton, marchese di Hamilton (poi duca di Hamilton), generale nell'esercito svedese in Germania
- John Hepburn, maresciallo di Francia nell'esercito francese
- Thomas Kerr, maggiore generale dell'esercito svedese
- James King, lord Eythin, tenente generale dell'esercito svedese in Germania, governatore di Vlotho

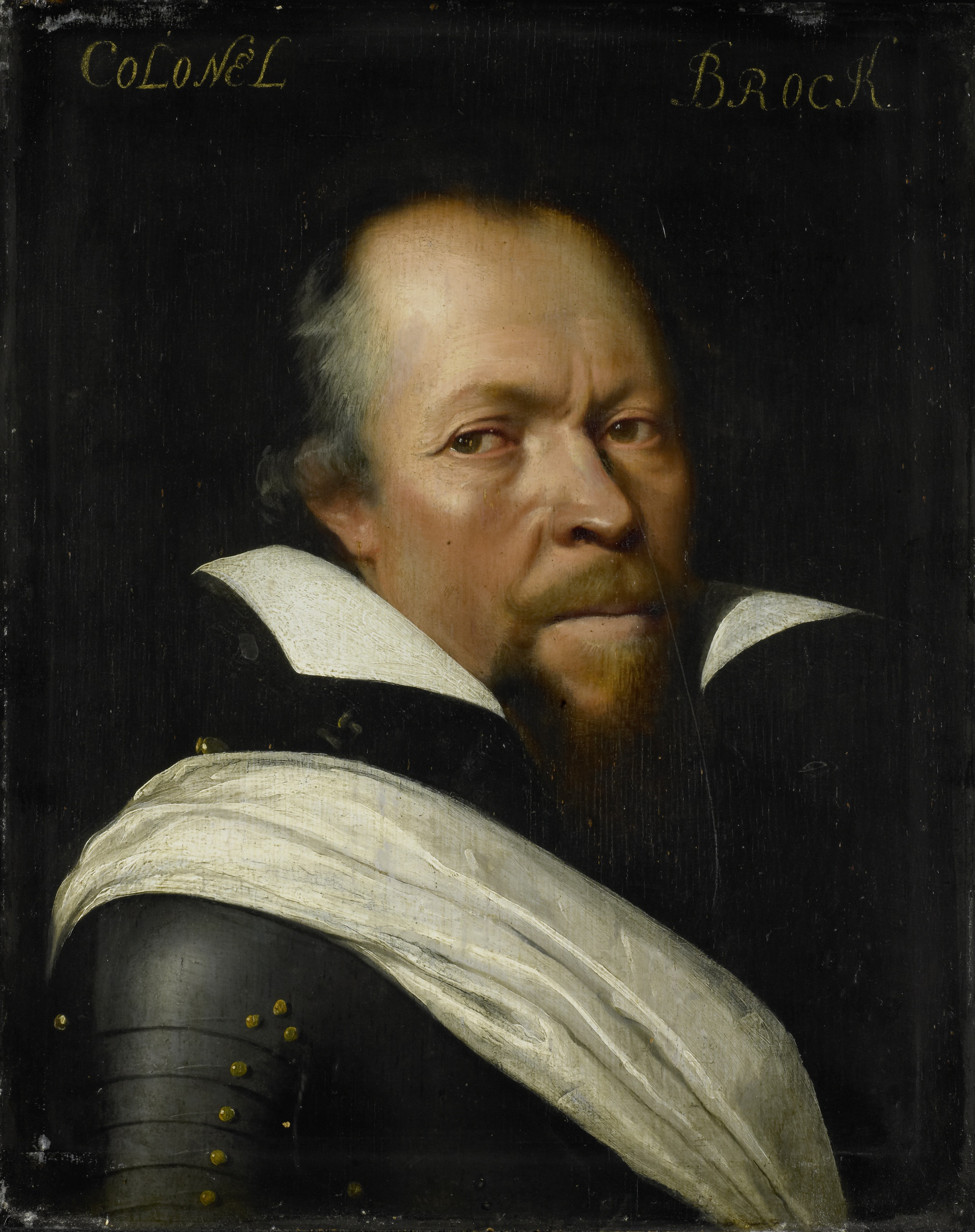
Il colonnello Brog

- Il colonnello BrogAlexander Leslie, conte di Leven, feldmaresciallo dell'esercito svedese in Germania, Governatore delle Province Baltiche e vincitore a Wittstock nel 1636
- Robert Maxwell, conte di Nithsdale, generale nell'esercito danese
- James MacDouglall, noto anche col nome di Jacob Duwall, maggiore generale nell'esercito svedese
- James Ramsay 'the Black', maggiore generale nell'esercito svedese
- John Ruthven, maggiore generale nell'esercito svedese
- Patrick Ruthven, conte di Forth, feldmaresciallo dell'esercito svedese in Germania, governatore di Ulma
- Robert Scott, generale d'artiglieria nell'esercito danese
- James Spens, generale nell'esercito svedese
- Frances de Traytorrens, generale delle fortificazioni nell'esercito svedese

Colonnelli
- William Baillie, poi maggiore generale in Scozia
- William Balfour, colonnello nella brigata scoto-olandese, poi generale in Inghilterra

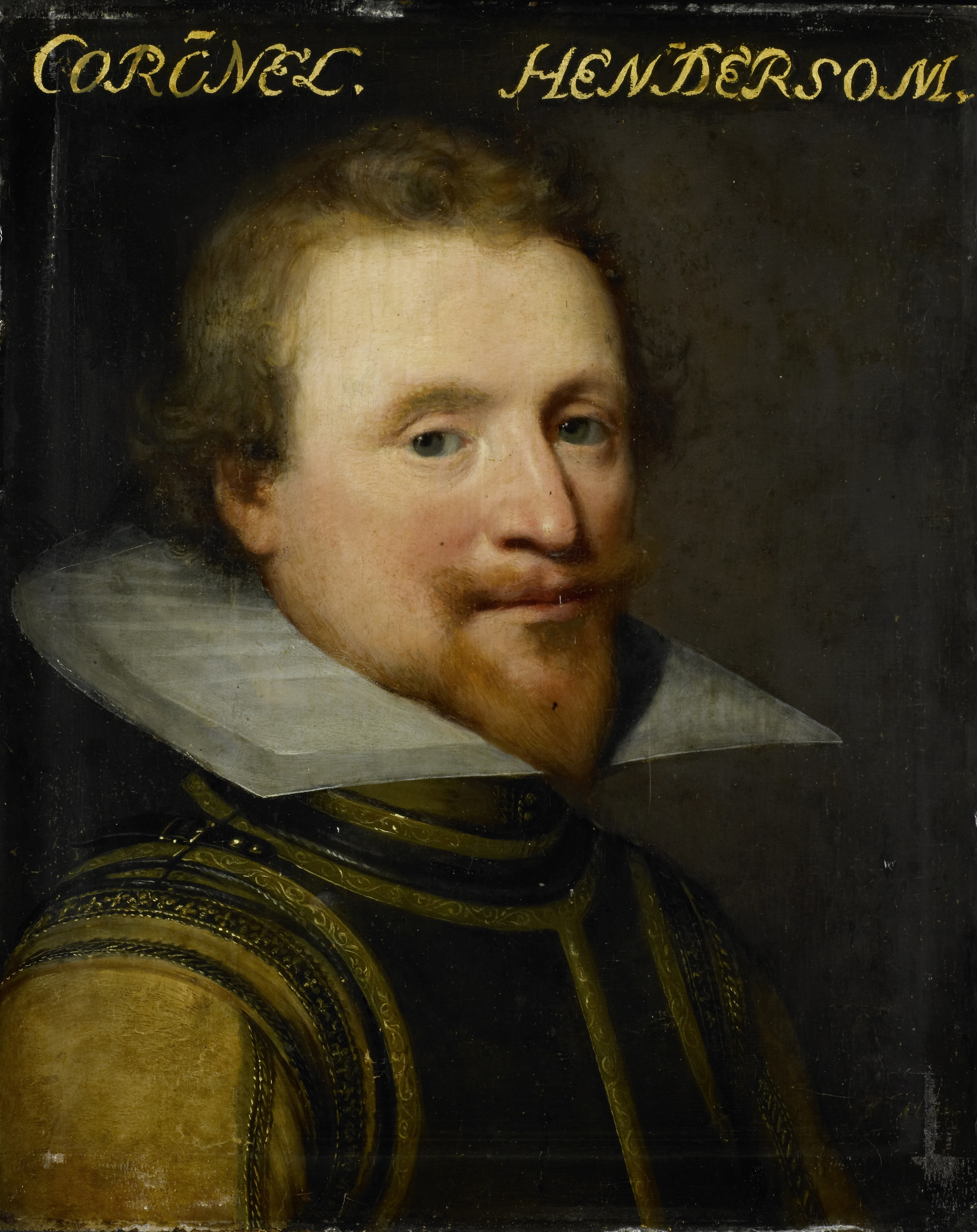
Colonnello Robert Henderson

- Colonnello Robert HendersonWilliam Barclay, colonnello nell'esercito svedese, poi maggiore generale in Svezia (1654)
- William Bonar, colonnello e comandante di Glogau al servizio degli svedesi
- William Brog, colonnello nella brigata scoto-olandese
- Henry (Henry) Bruce, capitano della brigata scoto-olandese, colonnello e governatore al servizio degli imperiali
- Robert Cunningham, colonnello al servizio degli svedesi
- James Douglas, colonnello nell'esercito francese
- Alexander Forbes 'the Bald', colonnello nell'esercito dell'Assia-Kassel
- William Forbes, colonnello dei tedeschi al servizio dell'esercito svedese
- Andrew Gray, cattolico e colonnello del "reggimento dei britanni" in Boemia
- Herbert Gladstone, colonnello nell'esercito svedese
- Alexander Gordon, colonnello nell'esercito svedese
- John Gordon, colonnello nell'esercito svedese
- John Gunn, colonnello nell'esercito svedese
- William Gunn, colonnello nell'esercito svedese, rifiutato per promozioni più alte a causa della religione da lui professata, il cattolicesimo. Divenne poi colonnello al servizio dell'esercito imperiale.
- Hugo Hamilton, I barone di Deserf, colonnello nell'esercito svedese
- Alexander Hay, colonnello nell'esercito svedese
- Robert Henderson, colonnello della brigata scoto-olandese
- Francis Henderson, colonnello della brigata scoto-olandese
- Alexander Irving, colonnello nell'esercito svedese
- Frances Johnstone, colonnello nell'esercito svedese
- Thomas Kinnemond, colonnello nell'esercito svedese
- Patrick Kinnemond, colonnello nell'esercito svedese
- Alexander Leslie, II lord Balgonie, colonnello nell'esercito svedese, poi colonnello nella guerra civile inglese
- Alexander Leslie di Auchintoul, colonnello nell'esercito svedese e poi russo, poi primo generale in Russia (1653)
- George Leslie, colonnello nell'esercito svedese
- David Leslie, lord Newark, colonnello nell'esercito svedese
- Robert Leslie (fratello di Lord Newark), colonnello nell'esercito dell'Assia-Kassel
- Walter Leslie, conte del Sacro Romano Impero
- Alexander Lindsay, II lord Spynie, colonnello e governatore nell'esercito danese
- George Lindsay, conte di Crawford, colonnello nell'esercito svedese
- Harry Lindsay, colonnello nell'esercito svedese
- James Lumsden colonnello nell'esercito svedese, poi tenente generale in Scozia
- Donald Mackay, I lord Reay, colonnello nell'esercito svedese e danese
- Robert Monro, maggiore dell'esercito danese, colonnello nell'esercito svedese, tenente generale in Scozia ed Irlanda
- Robert Moray, colonnello nell'esercito francese
- Patrick More, colonnello nell'esercito svedese, poi promosso maggiore generale (marzo 1675)
- Robert Munro, barone di Foulis, colonnello nell'esercito svedese
- John Nairn, colonnello nell'esercito svedese
- James Ramsay 'the Fair', colonnello nell'esercito svedese
- William Phillip, colonnello nell'esercito svedese
- Andrew Rutherford, I conte di Teviot, colonnello nell'esercito svedese, promosso tenente generale nel 1653
- Frances Ruthven, colonnello nell'esercito svedese
- Robert Sanderson, colonnello nell'esercito svedese
- Alexander Seaton, colonnello nell'esercito danese, poi ammiraglio della flotta danese durante la guerra di Torstensson
- Johan Skytte, colonnello nell'esercito svedese
- Robert Stewart, colonnello nell'esercito svedese

Diplomatici
- Sir Robert Anstruther, ambasciatore degli Stuart in Danimarca (ed ambasciatore danese in Gran Bretagna), Svezia, Paesi Bassi e Sacro Romano Impero
- William Douglas, ambasciatore degli Stuart nella confederazione polacco-lituana e presso Elisabetta di Boemia
- James Hay, I conte di Carlisle. Ambasciatore degli Stuart in Francia e Spagna
- John Henderson, colonnello al servizio svedese, poi diplomatico degli Stuart in Danimarca-Norvegia ed agente di Cromwell
- Walter Leslie, assassino, conte del Sacro Romano Impero e diplomatico per gli Stuart nel Sacro Romano Impero
- Hugh Mowatt, agente, spia e poi diplomatico tra la Svezia ed i parlamenti scozzese e inglese
- Andrew Sinclair, ambasciatore degli Stuart in Danimarca
- Sir James Spens, ambasciatore degli Stuart in Svezia (ed ambasciatore svedese in Gran Bretagna), Danimarca e Repubblica delle Province Unite